# Obszar Chronionego Krajobrazu Las Głubczycki
Obszar Chronionego Krajobrazu Las Głubczycki (česky Přírodní park Hlubčický les) o rozloze 1597,5 ha se nachází severně od města Hlubčice na jinak zcela odlesněné Opavské pahorkatině (polsky Płaskowyż Głubczycki) na jihovýchod od údolí řeky Osoblahy v gmině Hlubčice. Vzhledem k sousedním, velmi úrodným sprašovým oblastem zemědělského charakteru, je kompaktní lesní komplex velmi cenný z hlediska krajiny a ekologie. Zahrnuje část povodí říčky Straduně s četnými úžlabinami a roklemi. V Hlubčickém lese pramení poblíž vsi Lwowiany řeka Stradúnka, levý přítok Odry. V lese se vyskytuje více druhů přirozených porostů: jasanové a olšové mokřiny, podhorské jasanové mokřiny a subkontinentální les. Velké plochy zaujímají rovněž borové a smíšené lesy. Jsou zde porosty lip, dubů a habrů ve věku 120–145 let. Z bylin např. lýkovec jedovatý, prvosenka vyšší, lilie zlatohlavá, kýchavice, pryskyřník mnohotvárný kašubský, sasanka pryskyřníkovitá, ptačinec velkokvětý nebo břečťan popínavý. Žije zde také mnoho druhů ptáků (datli, sýkory, v roce 1998 zde hnízdil raroh). Vyskytují se zde obojživelníci, plazi a savci. Z lesní zvěře zde najdeme srny, lišky a zajíce. Hlubčický les má značnou přírodní i rekreační hodnotu. Hlubčický les má značné bioterapeutické hodnoty a má velký význam pro turistiku (jogging, nordic walking) a odpočinek obyvatel Hlubčic.  Hlubčický les spojuje s městem Hlubčice třířadá Lipová alej, která je přírodní památkou (polsky pomnik przyrody).

## Historie
Hlubčický les (polsky Las Głubczycki, Las Miejski nebo Las Marysieńka) dostalo město Hlubčice do vlastnictví darem v roce 1265 od českého krále Přemysla Otakara II. Les měl tehdy okolo 20 lánů (1 lán je cca 17 hektarů) a byl nazývaný „Tropowitz” (opavským) podle řek Opavice/Opavy, které tvoří jihozápadní hranici Hlubčicka. Od středověku byl též nazýván Bukovým lesem. V období kolonizace byl prořezán. V roce 1903 byla v Hlubčickém lese zřízena železniční stanice Głubczyce – Las (německy Leobschütz-Stadtforst). Hlubčický les byl popoulárním místem odpočinku Hornoslezanů, kteří se zdržovali v Lesní hospodě „Marysieńce” (polsky Gospoda Leśna), v Hájovně (polsky Nadleśnictwo; nyní v ruinách) nebo v restauraci Vlčí rybník (polsky Wilczy Staw, německy Wolfsteich). Les byl velmi dobře označen turistickými značkami.  Ve Vlčích rybnících se dalo plavat. Nad jedním z Vlčích rybníků stojí při  vytryskávajícím prameni vlčice z umělého kamene. Bohužel jí vandalové ukradli hlavu. V lese se nacházejí také dvě bývalé střelnice, které patřily k bývalé posádce. Stará střelnice je v ruinách a nová je z meziválečného období. V 50. letech 20. století byla část Městského lesa  připojena k lesům Lesní správy Prudník (polsky Nadleśnictwo Prudnik), zbylá část je stále ve vlastnictví města Hlubčice. 

## Pověsti
V šestnáctém století poskytoval noční azyl čarodějnicím a hlavní silnice protínající les tehdy dostala název Břízová čarodějnická stezka (polsky Drogi Brzóz Czarownic). Lidová pověst říká, že v lese pobývala královna Maryšenka doprovázející svého manžela  Jana III. Sobieského, který jel na pomoc Turky obležené Vídni. Historická pravda je však jiná. Jan III.  neprojížděl přes tuto část Hlubčického okresu, projížděl jen přes jižní část přes Pilšť, kde se zachovala tzv. alej Sobieského.